# Marcello Violi
Pour les articles homonymes, voir Violi (homonymie).

a Compétitions nationales et continentales officielles uniquement.

b Matchs officiels uniquement.
Dernière mise à jour le 30 octobre 2021.
Marcello Violi, né le 11 octobre 1993 à Parme (Italie), est un joueur international italien de rugby à XV. Il évolue au poste de demi de mêlée au sein de la franchise italienne de United Rugby Championship des Zebre.

## Carrière

### En club
- 2011-2012 : Académie FIR Ivan Francescato
- 2012-2013 : Crociati
- 2013 - 2015 : Calvisano
- 2015 - En cours : Zebre

### En sélection nationale
Il a obtenu sa première sélection le 22 juin 2015 lors d'un test match à Turin contre l'Écosse.

## Palmarès

### En club
- Champion d'Eccellenza en 2014 et 2015 avec Calvisano
- Vainqueur du Trophée Eccellenza en 2015 avec Calvisano

### En sélection nationale
- 21 sélections depuis 2015
- Sélections par année : 2 en 2015, 6 en 2017, 7 en 2018, 4 en 2020, 2 en 2021
- Tournoi des Six Nations disputés : 2017, 2018, 2020, 2021
- Coupe du monde disputées : 2015